# 国道37号
国道37号（こくどう37ごう）は、北海道山越郡長万部町から室蘭市に至る一般国道である。

## 概要
全線で道央自動車道と並走する。旧一級国道にしては珍しく、起点が郡部である。
また、北海道の旧一級国道の中で唯一全長100 km未満の国道である。

### 路線データ
一般国道の路線を指定する政令に基づく起終点および重要な経過地は次のとおり。
- 起点：北海道山越郡長万部町（旭浜交点 = 国道5号交点）
- 終点：室蘭市（東町3丁目交点 = 国道36号交点）
- 重要な経過地：北海道虻田郡虻田町[注釈 3]、伊達市
- 総延長 : 84.3 km（重用延長を含む。）[2][注釈 4]
- 重用延長 : 0.1 km[2][注釈 4]
- 実延長 : 84.3 km[2][注釈 4]
  - 現道 : 80.5 km[2][注釈 4]
  - 旧道 : なし[2][注釈 4]
  - 新道 : 3.8 km[2][注釈 4]
- 指定区間：全線
- 除雪：昼夜を問わず除雪を行い、交通を常時確保。

## 路線状況

### 通称
- 静狩国道
- 胆振国道

### バイパス
- 白鳥新道（白鳥大橋）

### 重複区間
- 国道230号（北海道山越郡長万部町・旭浜交差点（起点） - 虻田郡洞爺湖町・清水交点）

国道230号の延長に伴い、他の国道との重複区間が起点というかたちになったが、本道は旧一級国道ということもあり、重複区間であっても国道番号の表示は行われている。

### 道路施設

#### 主なトンネル
- 静狩トンネル（400 m）
- 礼文華トンネル（1,331 m）
- 礼文トンネル（190 m）
- 大岸トンネル（256 m）
- 豊泉トンネル（300 m）
- 高岡第一トンネル（62 m）
- 高岡第二トンネル（80 m）
- 高岡第三トンネル（56 m）
- 豊浦トンネル（333 m）
- チャストンネル（230 m）
- クリヤトンネル（330 m）

#### 道の駅
- 胆振総合振興局
  - とようら（虻田郡豊浦町）
  - あぷた（虻田郡洞爺湖町）
  - だて歴史の杜（伊達市）
  - みたら室蘭（室蘭市、支線（白鳥新道）に間接接続）

## 地理

### 通過する自治体
- 北海道
  - 渡島総合振興局
    - 山越郡長万部町

  - 後志総合振興局
    - 寿都郡黒松内町

  - 胆振総合振興局
    - 虻田郡豊浦町 - 虻田郡洞爺湖町 - 伊達市 - 室蘭市

### 交差する道路

#### 現道
渡島総合振興局
山越郡長万部町
- 国道5号：長万部（旭浜交差点、起点）

後志総合振興局
寿都郡黒松内町
- 北海道道266号大成黒松内停車場線：東栄

胆振総合振興局
虻田郡豊浦町
- 北海道道344号白井川豊浦線・北海道道609号礼文停車場線：字礼文華
- 北海道道32号豊浦ニセコ線・北海道道608号大岸礼文停車場線：大岸
- 道央自動車道豊浦IC : 大岸
- 北海道道97号豊浦京極線：東雲町

虻田郡洞爺湖町
- 国道230号：清水　→　道央自動車道虻田洞爺湖IC
- 北海道道578号洞爺虻田線：旭町

伊達市
- 北海道道386号有珠停車場線：有珠町
- 国道453号・北海道道779号南黄金長和線：長和町
- 北海道道385号長和停車場線：長和町
- 北海道道519号滝之町伊達線・北海道道982号伊達紋別停車場線：末永町
- 北海道道145号伊達インター線：舟岡町　→　道央自動車道伊達IC
- 北海道道981号上長和萩原線：萩原町
- 北海道道1057号稀府停車場線：南稀府町
- 北海道道779号南黄金長和線：北黄金町

室蘭市
- 北海道道107号室蘭環状線：石川町　→　道央自動車道室蘭IC
- 北海道道704号崎守停車場線：崎守町
- 国道37号（白鳥新道）：陣屋町1丁目
- 北海道道127号室蘭インター線 : 幌萌町　→　道央自動車道室蘭IC
- 北海道道919号中央東線：中島町1丁目、東町2丁目（東町2-5交点）
- 北海道道107号室蘭環状線：東町2丁目（東町2-5交点）
- 国道36号：東町4丁目（終点）

#### 白鳥新道
胆振総合振興局
室蘭市
- 北海道道127号室蘭インター線：陣屋町3丁目　→　道央自動車道室蘭IC
- 北海道道699号室蘭港線：祝津町1丁目（終点、白鳥大橋交点）

### 主な峠
- 静狩峠（標高150 m）：渡島総合振興局山越郡長万部町 - 後志総合振興局寿都郡黒松内町

標高は高くないが海に近く天候も変わりやすいこともあり、道路交通情報に出ることが多い。なお、道路交通情報では後述の礼文華峠を含める場合がある。
- 礼文華峠（標高173 m）：後志総合振興局寿都郡黒松内町 - 胆振総合振興局虻田郡豊浦町

※上記2峠に記載された標高はトンネル位置（坑口）の標高である。